# Lekkoatletyka na Letnich Igrzyskach Olimpijskich 2016 – rzut dyskiem mężczyzn
Rywalizacja w rzucie dyskiem na Letnich Igrzyskach Olimpijskich 2016 odbyła się 12 i 13 sierpnia.
Obrońcą tytułu był Niemiec Robert Harting, który podczas tych igrzysk nie awansował do finału rywalizacji.
W eliminacjach wzięło udział 35 zawodników, do finału awansowało 12 spośród nich.

## Terminarz
Wszystkie godziny podane są w czasie brazylijskim (UTC-03:00) oraz polskim (CEST).
| Data             | Godzina rozpoczęcia | Godzina rozpoczęcia |                      |
| Data             | UTC-03:00           | CEST                |                      |
| ---------------- | ------------------- | ------------------- | -------------------- |
| 12 sierpnia 2016 | 14:30               | 19:30               | Eliminacje – grupa A |
| 12 sierpnia 2016 | 15:55               | 20:55               | Eliminacje – grupa B |
| 13 sierpnia 2016 | 10:50               | 15:50               | Finał                |

## Rekordy
Tabela uwzględnia rekordy uzyskane przed rozpoczęciem rzutu dyskiem.
|                   | Zawodnik          | Wynik | Miejsce        | Data                |
| ----------------- | ----------------- | ----- | -------------- | ------------------- |
| Rekord świata     | Jürgen Schult     | 74,08 | Neubrandenburg | 6 czerwca 1986(dts) |
| Rekord olimpijski | Virgilijus Alekna | 69,89 | Ateny          | 2004 rok            |
| Listy światowe    | Piotr Małachowski | 68,15 | Warszawa       | 28 maja 2016        |

## Wyniki

### Eliminacje
Minimum kwalifikacyjne wynosiło 65,50 m.
| Pozycja | Grupa | Zawodnik                  | Reprezentacja     | Wynik | Uwagi |
| ------- | ----- | ------------------------- | ----------------- | ----- | ----- |
| 1.      | A     | Piotr Małachowski         | Polska            | 65,89 | Q     |
| 2.      | A     | Lukas Weißhaidinger       | Austria           | 65,86 | Q, SB |
| 3.      | B     | Christoph Harting         | Niemcy            | 65,41 | q     |
| 4.      | A     | Andrius Gudžius           | Litwa             | 65,18 | q, SB |
| 5.      | A     | Gerd Kanter               | Estonia           | 64,02 | q     |
| 6.      | B     | Mason Finley              | Stany Zjednoczone | 63,68 | q     |
| 7.      | B     | Axel Härstedt             | Szwecja           | 63,58 | q     |
| 8.      | B     | Apostolos Parelis         | Cypr              | 63,35 | q     |
| 9.      | B     | Zoltán Kővágó             | Węgry             | 63,34 | q     |
| 10.     | B     | Martin Kupper             | Estonia           | 62,92 | q     |
| 11.     | A     | Daniel Jasinski           | Niemcy            | 62,83 | q     |
| 12.     | B     | Philip Milanov            | Belgia            | 62,68 | q     |
| 13.     | B     | Sven Martin Skagestad     | Norwegia          | 62,45 |       |
| 14.     | A     | Daniel Ståhl              | Szwecja           | 62,26 |       |
| 15.     | B     | Robert Harting            | Niemcy            | 62,21 |       |
| 16.     | A     | Andrew Evans              | Stany Zjednoczone | 61,87 |       |
| 17.     | B     | Robert Urbanek            | Polska            | 61,76 |       |
| 18.     | B     | Mauricio Ortega           | Kolumbia          | 61,62 |       |
| 19.     | B     | Matthew Denny             | Australia         | 61,16 |       |
| 20.     | A     | Benn Harradine            | Australia         | 60,85 |       |
| 21.     | B     | Guðni Valur Guðnason      | Islandia          | 60,45 |       |
| 22.     | A     | Jorge Fernández           | Kuba              | 60,43 |       |
| 23.     | A     | Mykyta Nesterenko         | Ukraina           | 60,31 |       |
| 24.     | B     | Ehsan Hadadi              | Iran              | 60,15 |       |
| 25.     | B     | Frank Casañas             | Hiszpania         | 59,96 |       |
| 26.     | A     | Tavis Bailey              | Stany Zjednoczone | 59,81 |       |
| 27.     | A     | Lois Maikel Martínez      | Hiszpania         | 59,42 |       |
| 28.     | B     | Vikas Gowda               | Indie             | 58,99 |       |
| 29.     | A     | Alex Rose                 | Samoa             | 57,24 |       |
| 30.     | A     | Mahmoud Samimi            | Iran              | 56,94 |       |
| 31.     | A     | Jewgienij Łabutow         | Kazachstan        | 55,54 |       |
| 32.     | B     | Ołeksij Semenow           | Ukraina           | 55,35 |       |
| 33.     | A     | Sultan Mubarak Al-Dawoodi | Arabia Saudyjska  | 54,84 |       |
| 34.     | A     | Fedrick Dacres            | Jamajka           | 50,69 |       |
|         | B     | Danijel Furtula           | Czarnogóra        | NM    |       |

### Finał
| Pozycja | Zawodnik            | Reprezentacja     | Wynik | Uwagi  |
| ------- | ------------------- | ----------------- | ----- | ------ |
| 1. !    | Christoph Harting   | Niemcy            | 68,37 | PB, WL |
| 2. !    | Piotr Małachowski   | Polska            | 67,55 |        |
| 3. !    | Daniel Jasinski     | Niemcy            | 67,05 |        |
| 4.      | Martin Kupper       | Estonia           | 66,58 |        |
| 5.      | Gerd Kanter         | Estonia           | 65,10 |        |
| 6.      | Lukas Weißhaidinger | Austria           | 64,95 |        |
| 7.      | Zoltán Kővágó       | Węgry             | 64,50 |        |
| 8.      | Apostolos Parelis   | Cypr              | 63,72 |        |
| 9.      | Philip Milanov      | Belgia            | 62,22 |        |
| 10.     | Axel Härstedt       | Szwecja           | 62,12 |        |
| 11.     | Mason Finley        | Stany Zjednoczone | 62,05 |        |
| 12.     | Andrius Gudžius     | Litwa             | 60,66 |        |